# Lustenau
Lustenau je naselje (trg) in občina v najzahodnejšem avstrijskem okrožju Dornbirn. Leži ob reki Ren, ki je predstavlja mejo s Švico. Lustenau je četrto največje naselje v zvezni deželi Predarlska (za Dornbirnom, Feldkirchom in Bregenzom). Leta 2020 je imel Lustenau 23.000 prebivalcev.
Lustenau ima med drugim dolgo in prepoznavno športno zgodovino. Kar dva nogometna kluba (SC Austria Lustenau in FC Lustenau) igrata v prvi avstrijski ligi; slavni smučar Marc Girardelli je bil tukaj rojen; njihov klub hokeja na ledu (EHC Lustenau) je član avstrijske nacionalne lige. V preteklosti je bil Lustenau središče industrije vezenja, danes prevladuje nova tehnologija.

## Zgodovina
Do leta 1830 je bil Lustenau neodvisen in šele potem je postal del avstrijskega ozemlja. 